# Coeliccia acco
Coeliccia acco är en trollsländeart som beskrevs av Syoziro Asahina 1997. Coeliccia acco ingår i släktet Coeliccia och familjen flodflicksländor. IUCN kategoriserar arten globalt som otillräckligt studerad. Inga underarter finns listade i Catalogue of Life.